# Ramon Xuriguera i Parramona
Ramon Xuriguera i Parramona (Menàrguens, 3 d'abril del 1901 – Brageirac, França, 22 d'agost del 1966) va ser un escriptor i crític d'art que es va exiliar a França després de la guerra civil.

## Biografia
Germà del també escriptor i filòleg català Joan Baptista Xuriguera. Després de viure a Balaguer quatre anys, la seva família s'establí a Lleida el 1913. Estudià al Liceu Escolar, una institució pedagògica progressista, per continuar a l'Escola Normal i obtenir el títol de mestre el 1919. Després de fer de mestre a Camarasa i a Lleida, el 1923 va anar a fer de soldat i fou destinat a Melilla, on s'estigué dos anys. El 1922 començà a publicar articles, primer a El Ideal, i posteriorment a Opinión, El País, Vida lleidatana, Renaixement i especialment a la revista Lleida, que dirigí des del setembre del 1926 fins al juliol del 1928, quan marxà a estudiar a París.
En la seva estada a París, becada per la Junta de Ampliación de Estudios de Madrid, Xuriguera hi conegué la que esdevindria la seva dona, Henriette Guitard, de Llemotges, i hi tractà intel·lectuals francesos i catalans exiliats, com Domènec de Bellmunt. També feu la coneixença d'en Joan Casanovas, de qui n'esdevindria secretari i amic. Gràcies a les amistats fetes, començà a publicar a les prestigioses publicacions barcelonines La Publicitat (43 articles fins al 1930, i onze més entre 1932 i 1936) i Mirador.
Tornà a Lleida el juny del 1930, i dos mesos després es feu càrrec de la direcció del nou nat diari La Jornada, catalanista i d'esquerres. Al maig de l'any següent, però, Xuriguera marxà a Barcelona per reprendre la seva feina al costat de Joan Casanovas, ara com a cap de la secretaria personal del conseller de Defensa de la restablerta Generalitat de Catalunya. A Barcelona fou elegit per formar part de la junta directiva del Centre de Lleida i de les seves comarques, que el 1933 esdevindria el Centre Comarcal Lleidatà de Barcelona; en la postguerra, el seu germà Joan Baptista s'hi vincularia estretament. En els anys 30, igualment, Xuriguera realitzà una notable tasca política, vinculada a Esquerra Republicana de Catalunya. El 27 de juny del 1936, Xuriguera obtingué el grau d'oficial primer del Parlament, tasca que compaginà amb la publicació de nombrosos articles a tota mena de publicacions de l'època.
Iniciada la Guerra Civil, Xuriguera formà part de l'Agrupació d'Escriptors Catalans, on treballà en tres vessants: la tramesa de llibres a biblioteques populars, hospitals de sang i al front, amb la col·laboració de l'Escola de Bibliotecàries; l'acolliment de periodistes i delegats culturals estrangers; i, conjuntament amb el Comissariat de Propaganda de la Generalitat que dirigia Jaume Miravitlles, la confecció de materials divulgant l'actuació de la Catalunya republicana. Aquesta activitat s'estroncarà durant l'any 37: amb la seva dona i fill, Ramon Xuriguera marxa a París, on els sorprèn la fi de la guerra civil. Al juliol, però, paren a la vila occitana de Mouleydier (Dordonya), en què, amb breus parèntesis, viuran fins al 1950, quan adquiriran una casa a la veïna població de Brageirac.
A partir del 1944, Xuriguera es vincula a la represa perpinyanenca de les antigament badalonines edicions Proa, per acabar desvinculant-se'n per raons ideològiques el 1953. Publica articles en diverses revistes franceses, tant en català (Catalònia, Quaderns d'estudis polítics, econòmics i socials) com en francès (Le Démocrate du Périgord). Participà en els Jocs Florals de la Llengua Catalana en l'exili, guanyant-hi amb l'obra Tres Nits la Copa Artística a Montpeller (1946), amb Jacint Verdaguer, l'home i l'obra el premi Jaume Balmes en els Jocs de París (1948), i l'Alfons Maseras amb L'evolució de la prosa de la Renaixença (a Tolosa de Llenguadoc el 1952). En el camp local, el 1951 impulsa la creació de la secció de Brageirac de l'Associació Les Amis de l'Art amb què organitzà conferències i exposicions, com la dedicada a Emili Grau Sala (1952).
El 1954 enceta una nova fase en traslladar-se a París per ensenyar llengua i literatura castellana i civilització hispanoamericana en un parell de liceus i a l'École des Hautes Études Commerciales. El seu treball La pintura catalana avui guanyà el Premi Alexandre Plana que convocà aquell mateix any la revista de l'exili Pont Blau, i L'Escola de pintura catalana el Bonay i Carbó de l'Institut d'Estudis Catalans el 1956. Dos anys més tard, el 9 de març del 1958, enceta un programa quinzenal a Ràdio París, París, fogar de cultura, que s'emeté fins al 1964. Xuriguera també serà clau en l'organització dels Jocs Florals del Centenari (París, 1959), en la fundació del Patronat de Cultura Catalana Popular el 1960 i en la constitució de la delegació francesa d'Òmnium Cultural el 1964, que presidirà fins al 1966. L'any 1962 rep el Premi President Companys en els Jocs Florals de Santiago de Xile pel treball Catalunya i l'Estat espanyol.
Col·laborà a gran nombre de revistes de l'exili, especialment entre 1954 i 1966, com Ressorgiment, Pont Blau, Veu Catalana, Orfeó Català, Xaloc i Vida nova. Va escriure novel·les, que publicà a l'Editorial Proa i conreà l'assaig. Traduí al català escriptors francesos d'anomenada, com Simone de Beauvoir, Jean Cocteau, Gustave Flaubert i Jean Paul Sartre.
El seu fons fou cedit el 2001 a l'Arxiu Nacional de Catalunya pel seu fill Gerard, historiador i crític d'art, i l'obra n'ha estat estudiada en una tesi doctoral de Josep Camps i Arbós (vegeu l'apartat de Bibliografia). En homenatge a Joan Baptista i Ramon Xuriguera, el Centre Comarcal Lleidatà de Barcelona convoca el premi de narrativa breu Germans Xuriguera (segona edició el 2007).

## Obres

### Novel·les
- Espills dormits Barcelona: Col·lecció Balagué, 1932 (nova edició, revisada el 1954, Espills adormits Barcelona: Quaderns literaris, 1936)
- Volves grises Badalona: Proa, 1932
- Desordre Badalona: Proa, 1936 (profundament revisada el 1959, inèdita)
- Destins Badalona: Proa, 1938 (nova edició, Lleida: Universitat de Lleida, 2003)
- Als Astruc (1943-1950), inèdita
- Tres nits (1944), inèdita, "Copa Artística" als Jocs Florals de Montpeller 1946

### Assaig
- Els exiliats acusen Barcelona: Proa, 1930
- Casanovas, quinze anys de política catalana Barcelona: Figures de la República, 1933
- L'aportació de la Catalunya Occidental a l'obra de la Renaixença Barcelona: Biblioteca Catalana d'Autors Independents, 1936
- Goya, pintor del poble Barcelona: Comissaria de Propaganda, 1937
  - Goya, pintor del pueblo Barcelona: Comissaria de Propaganda, 1937
  - Goya, popular painter Barcelona: Comissaria de Propaganda, 1937
  - Goya, peintre du peuple Barcelona: Comissaria de Propaganda, 1937
- La repressió contra els obrers a Catalunya. Antecedents i documents Barcelona: Imp. Clarasó, 1937 (edició facsímil Barcelona: Lletra viva, 1978)
  - La represión contra los obreros en Cataluña. Antecedentes y documentos Barcelona: Imp. Clarasó, 1937
  - The repression against the workers in Catalonia París: Tip. Association Hispanophile de France, 1937
  - La répression contre les ouvriers en Catalogne París: Tip. Association Hispanophile de France, 1937
- Jacint Verdaguer, l'home i l'obra 1971, premi "Jaume Balmes" en els Jocs Florals de París 1948, premi Jaume Serra i Húnter en els Jocs de Cambridge 1956
- La crisi del nostre temps (1945-1950), inèdit
- L'Escola de pintura catalana (1953-1961), inèdit, premi Alfons Bonay i Carbó 1956 de l'IEC. Una síntesi parcial, La pintura catalana avui, obtingué el premi Alexandre Plana 1954 de la revista Pont Blau a Mèxic
- La idea de l'home en la novel·la francesa Barcelona: Rafael Dalmau, 1961
- Relacions occitanocatalanes de Mistral ençà (1961), inèdit
- Variacions, inèdit, aplec de materials diversos -conferències, programes de ràdio- elaborats entre 1944 i 1961

### Traduccions
- Jean Cocteau Els infants terribles Barcelona: Proa, 1934 (nova edició 1964)
- Kikou Iamata Masako Barcelona: Quaderns Literaris, 1935
- Alain Fournier El Gran Meaulnes (1942), inèdita
- Gustave Flaubert Madame Bovary Barcelona: Aymà, 1965 (reeditada diverses vegades)
- Jean Paul Sartre La nàusea Barcelona: Proa, 1966 (reeditada diverses vegades)
- Simone de Beauvoir Una mort molt dolça Barcelona: Proa, 1966

## Fons personal
El seu fons personal es conserva a l'Arxiu Nacional de Catalunya. El fons conté la documentació generada i rebuda per Ramon Xuriguera; documentació personal i familiar (de la qual destaquen els documents identificatius i la correspondència); documentació produïda en funció de la seva activitat professional relacionada amb el periodisme (emissions catalanes de Ràdio Paris) i amb la literatura. De la seva activitat com a escriptor destaca, pel seu volum i pel seu interès, l'obra literària que reuneix el fons i que en gran part roman inèdita (nombrosos exemplars manuscrits i mecanoscrits d'obra original); també conserva notes per a projectes de llibres, articles publicats, dossiers temàtics i reculls de premsa. El fons conté un interessant conjunt de correspondència original procedent, principalment, d'escriptors i d'altres personalitats del món cultural, i de polítics del moment. Amb relació a la seva activitat política, conté documentació sobre Esquerra Republicana de Catalunya, Unió Socialista de Catalunya i documentació de diversa procedència relacionada principalment amb l'exili. A més, també fruit de la seva activitat associativa i professional, inclou documentació relacionada amb diverses associacions de caràcter cultural, com ara l'Associació Protectora de l'Ensenyança Catalana, l'Associació d'Escriptors Catalans, el Patronat de Cultura Catalana Popular, etc. Finalment, el fons conté documentació sobre el seu productor (homenatges, notes autobiogràfiques i biogràfiques, reculls de premsa, i necrològiques); obra aliena; i un conjunt molt important de monografies sobre literatura, sobre política, i de publicacions periòdiques editades a l'exili.